# Distretto di Bouzina
Il distretto di Bouzina è un distretto della provincia di Batna, in Algeria, con capoluogo Bouzina.

## Comuni
Il distretto comprende i seguenti comuni:
- Bouzina
- Larbaâ